# Слончик, Радек
Радомир «Радек» Слончик (чеш. Radomir «Radek» Slončík, родился 29 мая 1973 в Шумперке) — чехословацкий и чешский футболист, игравший на позиции защитника.

## Карьера

### Клубная
Начинал карьеру игрока в родном Шумперке, потом перешёл в академию остравского «Баника». Дебют в его составе пришёлся в 1991 году ещё во времена Чехословакии, и Радек выиграл кубок Чехословакии. В сезоне 1994/1995 окончательно закрепился в составе клуба, играя там до 2000 года. Летом 2000 года перешёл в пражскую «Спарту», но осел на скамье запасных, сыграв всего 13 игр в клубе и завоевав свой первый титул чемпиона Чехии. Провёл три встречи группового этапа Лиги чемпионов 2001/2002 против московского «Спартака» (2:2), мадридского «Реала» (0:1) и мюнхенской «Баварии» (2:3).
В начале 2002 года переехал в Венгрию в команду «Уйпешт» и выиграл с ней кубок Венгрии. Через год вернулся в «Баник» и в сезоне 2003/2004 во второй раз в своей карьере и в первый раз в составе «Баника» выиграл чемпионат страны, а в 2005 году завоевал и кубок Чехии. В 2007 году он перешёл в «Фулнек», в 2009 году ушёл в «Карвину», а через два года оставил большой футбол.

### В сборной
В сборной дебютировал 11 декабря 1996 года в матче против Нигерии в рамках Кубка короля Хассана II, проходившего в Марокко (там чехи стали вторыми, уступив Хорватии по пенальти). Сыграл всего 17 матчей за сборную, в том числе и на Кубке Конфедераций 1997 года, где чехи стали третьими. Играл и за молодёжную сборную.